# Korokie skalníková

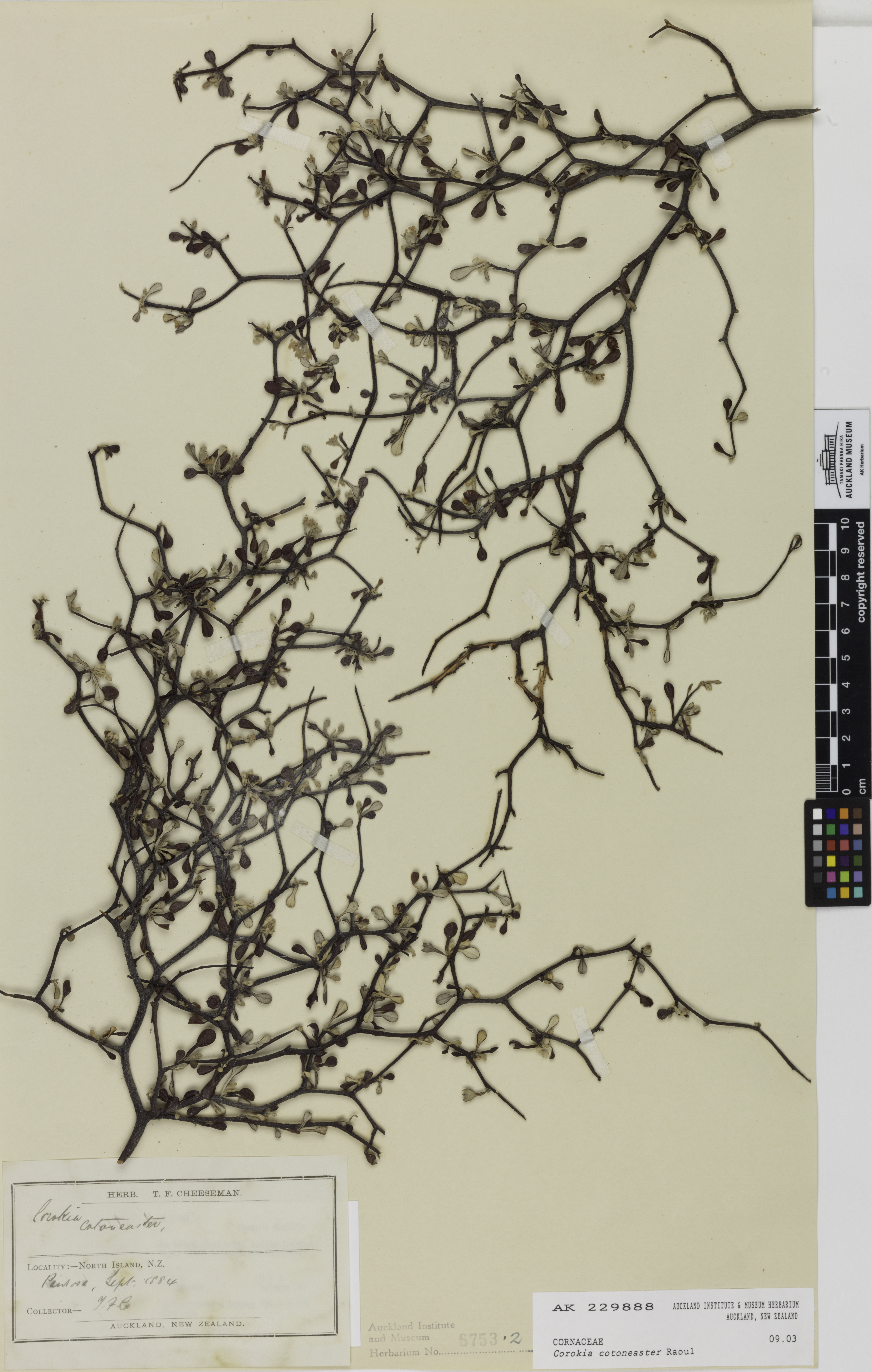
Větvičky rostoucí "cik cak"

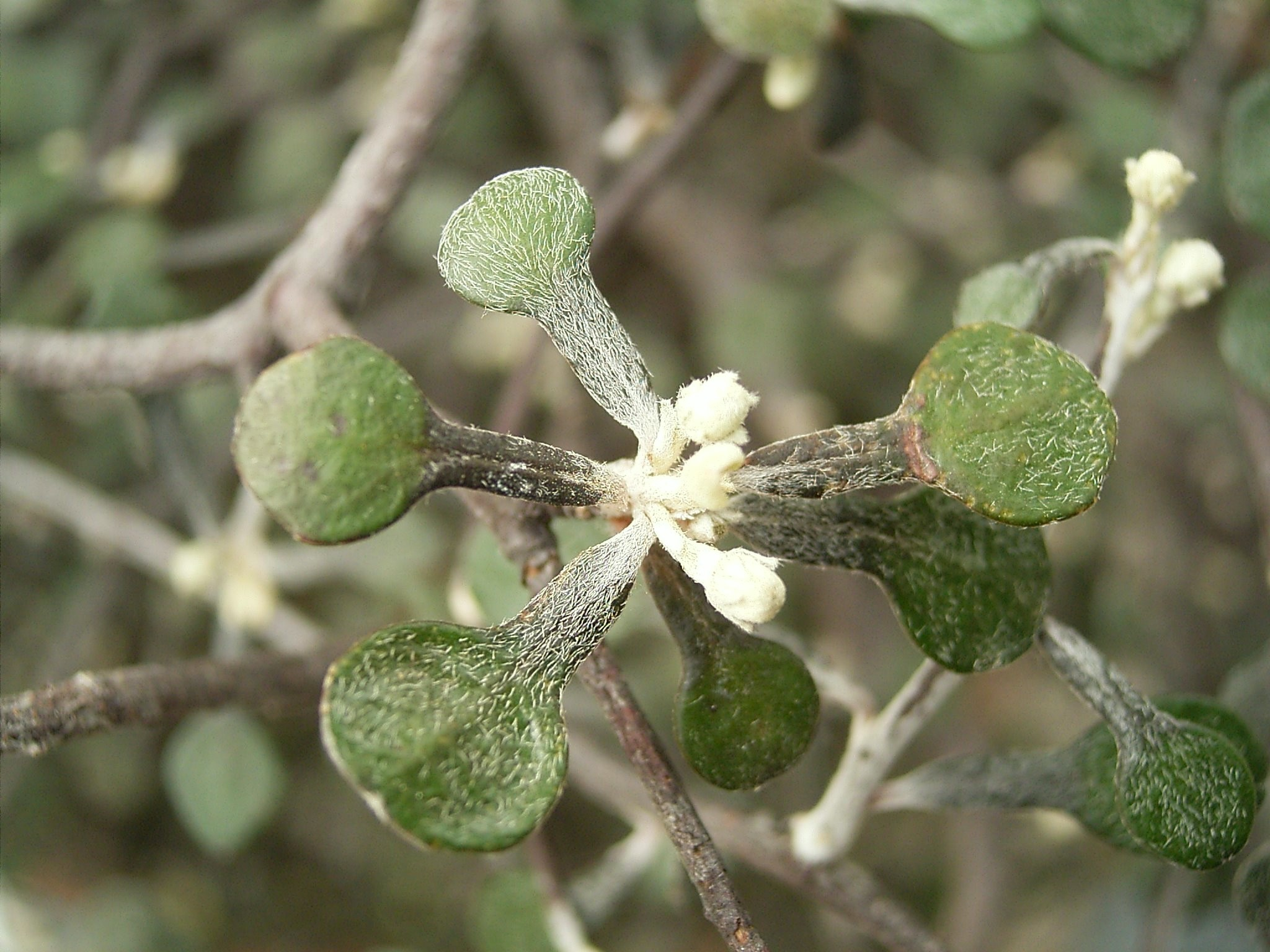
Listy s pupeny květů

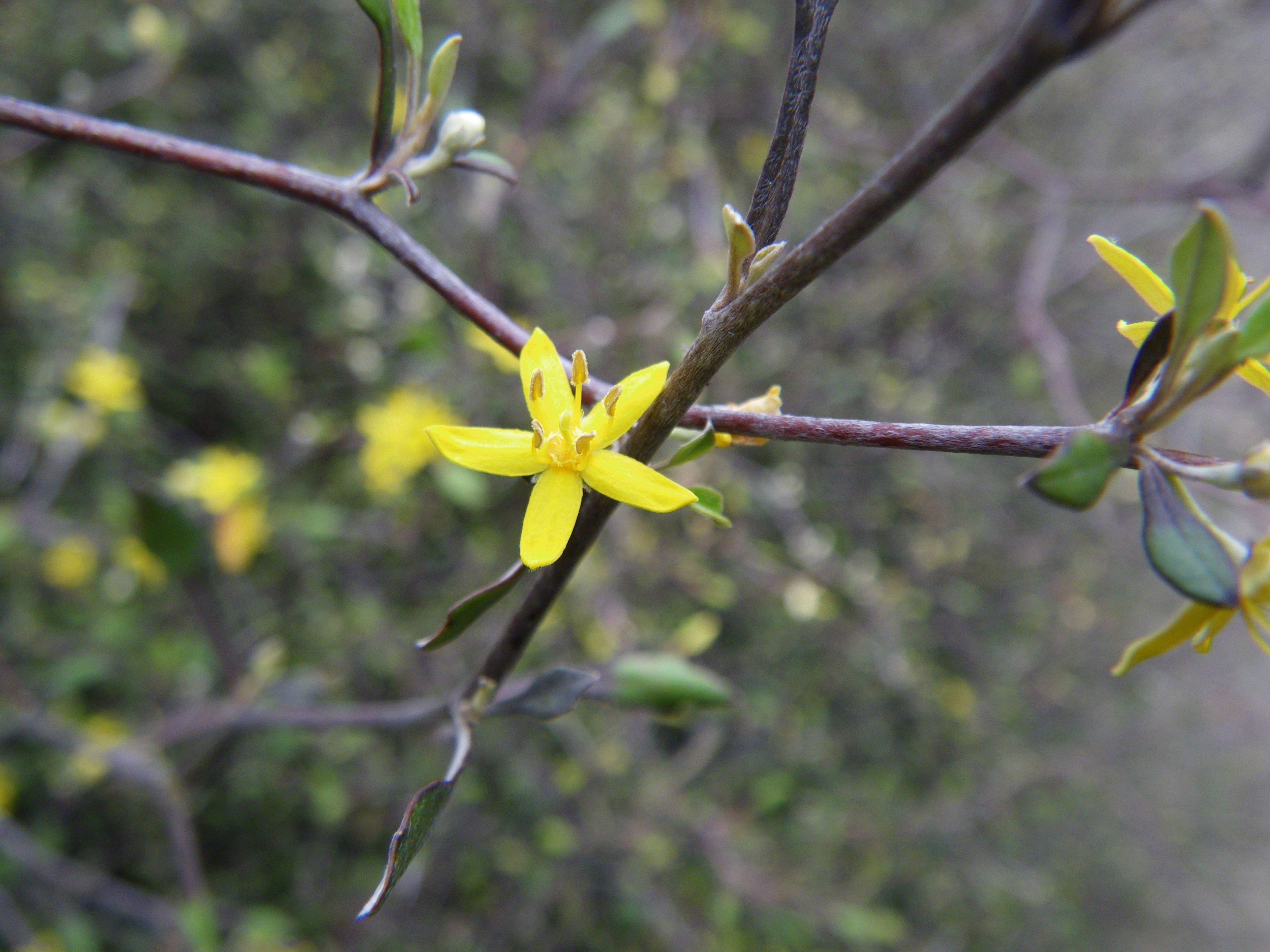
Květ

Korokie skalníková (Corokia cotoneaster) je pomalu rostoucí, stálezelený keř pocházející z Nového Zélandu, kde za příznivých klimatických i půdních podmínek může dorůst až do výšky přes 2 m a stejně tak může být i široký. Je druhem nevelkého rodu korokie, přirozeně se vyskytuje ze všech druhů v nejrozsáhlejším areálu a je novozélandským endemitem. Běžně roste na suchých, kamenitých stráních chudých na živiny, od pobřežních útesů až po subalpínský stupeň.
Jméno rodu vzniklo z maorského názvu "korokio" (síť) a druhové pojmenování je odvozeno od podobnosti plodů a jejich rozložení na větvičkách s rodem skalník (Cotoneaster) rostoucím v palearktické oblasti severní polokoule. Pojmenována byla francouzským lékařem a botanikem Étiennem Raoulem, který na novozélandský Jižní ostrov připlul roku 1840.

## Ekologie
Pomalu rostoucí dřevina dorůstající sice do 2,5 m, která se ale dá udržovat vysoká do 1 m, nebo pěstovat jako bonsaj. V exponovaných, větrných lokalitách zůstává trvale nízká a velmi kompaktní, mnohdy získává plazivou formu. Nové přírůstky větviček jsou krátké, jen několik centimetrů, jsou lomené, rozvětvují se v úhlu až 90° širokém a jsou pouze řídce porostlé listy. Vzájemně se proplétající, takto stěsnané větvičky jsou popisované jako rostoucí "cik cak". Tento způsob růstu, vyskytující se i u dalších novozélandských keřů, se vysvětluje ochranou listů stálezelených rostlin před příliš intenzivním slunečním zářením během chladných zimních dnů. Její vzrůst je poplatný místu, rostliny na pobřeží teplejšího Severního ostrova bývají vyšší a rozložitější, kdežto v alpínských polohách chladnějšího Jižního ostrova mají spíše pevný, sevřenější vzhled.
V chladném období snese pokles teploty až k -10 °C a krátkodobě až -20 °C, mladá rostlina je náchylnější k vymrznutí a v nejchladnějších oblastech je prospěšná ochrana před silným mrazivým větrem. Pro zdárný růst potřebuje půdu kyselou až neutrální, může být průběžně vlhká, ale vždy dobře odvodněná. Přežívá i déletrvající sucho, snáší slunce i částečný polostín, toleruje slané mořské větry. Ploidie korokie skalníkové je 2n = 18.

## Popis
Neopadavý, hustý keř s tenkými, neuspořádaně propletenými výhonky, jež jsou v mládí běloplstnaté, později hnědavé a časem ztmavnou i zhrubnou. Jsou řídce porostlé listy vyrůstajícími střídavě jednotlivě nebo až po čtyřech. Jejich kožovitá čepel na plochém, až 20 mm dlouhém řapíku je lopatkovitého až okrouhle vejčitého tvaru, bývá dlouhá do 25 mm a široká až 15 mm, po obvodě je hladká a na rubové straně bělavá. Na líci jsou listy nejčastěji tmavě šedozelené, toto zbarvení se místy odlišuje v závislosti na geologických vlastnostech půdy (např. na serpentinech), jinde bývají též světle zelené, olivové nebo červenohnědé.
V úžlabí listů nebo na koncích větviček vyrůstají drobné, 5 až 8 mm velké, vonné, nápadné žluté květy ve tvaru hvězdičky. Mají kratičké stopky, rostou osamocené nebo ve svazečku až po čtyřech, jsou pravidelné a oboupohlavné. Zelený trubkovitý kalich je tvořen pěti vejčitě trojúhlými kališními lístky asi 2 mm dlouhými. Stejný počet korunních lístků je jasně žlutých, jsou 4 mm velké, vejčité, úzce podlouhlé a na koncích špičaté. V květu je pět tyčinek s volnými nitkami nesoucí prašníky pukající podélnými štěrbinami. Spodní semeník, obsahující jediné vajíčko, má krátkou čnělku s rozšířenou bliznou. Květy navštěvuje pro nektar i pyl široká škála hmyzu, účinnými opylovači jsou pravděpodobně pouze včely.
Plody jsou kulovité, asi 6 mm velké masité bobule, ve zralosti barvy jasně červené nebo oranžové, které obsahují jediné drobné semeno. Dozrávají v lednu a prosinci.

## Význam
Korokie skalníková je všestranná a nenáročná rostlina vhodná do okrasných zahrad, kde počátkem léta upoutá spoustou ostře žlutých květů a na podzim i počátkem zimy jasně červenými plody. Lze ji také využít pro pomalu rostoucí, ale nesnadno prostupné stálezelené živé ploty. Je nenáročná na kvalitu půdy i údržbu, možno ji snadno tvarovat a udržet v požadovaných rozměrech. Vzhledem k drobným listům je také vhodným objektem pro tvorbu bonsají. V zimním období jsou její plody důležitým zdrojem obživy mnoha ptáků a drobných savců.
Poměrně hojně se pěstuje v okrasných zahradách ve Velké Británii. Nejčastěji je vysazován kultivar 'Little Prince' vyrůstající nejvýš do 120 cm nebo 'Patitutu' s většími listy i plody.